# Kate i Mim-Mim
Kate i Mim-Mim, kanadska je računalno generirana crtana serija iz 2014. godine. Glavna radnja je o petogodišnjakinji Kate i njenom plišanom zeki Mim-Mimu s kojim putuje u zamišljenu zemlju Mimiloo gdje Mim-Mim oživljava i druži se s Kate.

## Glavni likovi
- Kate
- Mim-Mim
- Boomer
- Lilly
- Tack

## Nagrade i nominacije
- 2015.: Kate i Mim-Mim nominirana je za Leo Awards, za najbolji zvuk u televizijskoj crtanoj seriji.

## Vanjske poveznice
- (engl.) Kate i Mim-Mim  Arhivirana inačica izvorne stranice od 4. lipnja 2016. (Wayback Machine) na Disney Junior.
- (engl.) Kate i Mim-Mim na CBeebies.